# El gato al agua
Para el dicho popular, véase Llevarse el gato al agua.
El gato al agua es un programa de televisión de España de actualidad social y radio, producido por Intereconomía Corporación y emitido entre las 21:45 y las 00:00 de lunes a viernes por El Toro TV (anteriormente, Intereconomía TV) y Radio Intereconomía desde el 21 de noviembre de 2005.

## Presentador
Desde sus inicios hasta enero de 2013, fue presentado por el periodista Antonio Jiménez. Debido a su cambio a 13 TV para presentar El cascabel, fue sustituido por Javier Algarra. Este se mantuvo como presentador hasta octubre de 2016. Pasó a presentarlo el por entonces director de la cadena, Gonzalo Bans hasta diciembre de 2018. Actualmente, el presentador es José Javier Esparza.
El encargado del diseño y planificación de programas era Carlos Pecker.

## Formato
Los contenidos de El gato al agua se centran principalmente en la actualidad del panorama político español. La base del programa son las tertulias entre cuatro (a veces cinco) invitados, moderados por el presentador del programa.
Durante el programa, los telespectadores y radioyentes pueden votar vía SMS al contertulio que mejor lo esté haciendo, el cual recibirá el Gato (una estatuilla) al finalizar la emisión. También pueden responder del mismo modo a una pregunta de carácter cerrado, con dos opciones de respuesta, sobre un tema de actualidad expuesto al principio del programa. Aparte del debate, se efectúan sondeos de opinión a pie de calle y lectura y somero análisis de las portadas de los rotativos del día siguiente.
El seguimiento de las votaciones es presentado por una joven periodista, que sirve de apoyo al presentador. Esta labor fue realizada hasta 2012 por la periodista Ana Gugel.
El gato al agua, desde septiembre de 2014 simultaneado por El Toro TV (anteriormente, Intereconomía TV) y Radio Intereconomía:
- - De lunes a viernes de 21:45 a 0:00 presentado por José Javier Esparza Torres
  - Sábados de 22:00 a 0:00 presentado por Xavier Horcajo
  - Domingos y festivos nacionales no hay programa.
  - En Radio Inter/Intercontinental no se emite El gato al agua; en su lugar emite música.

## Origen de la expresión
«Llevarse el gato al agua» alude al que vence a otro en una contienda o disputa por alguna cuestión concreta.

## Colaboradores
Los habituales comentaristas políticos de la tertulia suelen tener una tendencia liberal-conservadora y de ultraderecha, caso de los periodistas Eduardo García Serrano, Román Cendoya, José Javier Esparza, Kiko Méndez-Monasterio, Federico Jiménez Losantos, Xavier Horcajo o Javier García Isac; los políticos Alejo Vidal-Quadras, Rafael López Diéguez o Santiago Abascal; el economista Miguel Durán o el abogado Mario Conde,Iván Espinosa de los Monteros, José María Treviño Ruiz, Joaquín Javaloys, Ana Velasco Vidal-Abarca, María Jesús González Fueyo, Laura Rodríguez Soler, Víctor González, Mazaly Aguilar, Víctor Sánchez del Real, Fernando Paz, Javier Galúe, etcétera 
Entre otros tertulianos, comenzaron sus apariciones en la televisión políticos como Pablo Iglesias, Pedro Sánchez, Tania Sánchez Melero o Antonio Miguel Carmona.

## Premios
En junio de 2007, el Club Internacional de Prensa premió a El gato al agua como el mejor representante de lo que se hace hoy en día en la Televisión Digital Terrestre. En junio del año siguiente, la Agrupación de telespectadores y Radioyentes (ATR) otorgó al programa el premio al mejor programa de debate «por su independencia y pluralidad» y, un mes después, Antonio Jiménez, director y presentador del programa El gato al agua fue galardonado con la Antena de Oro concedida por la Federación de Asociaciones de Radio y Televisión de España. En 2009 obtuvo el Premio Españoles Ejemplares que entrega la Fundación para la Defensa de la Nación Española (DENAES), en la categoría de periodismo en reconocimiento a su defensa de la nación española a través de una línea editorial muy crítica con los nacionalismos periféricos.

## Audiencias
El espectador medio de El gato al agua son hombres y mujeres mayores de 35 años y con un nivel de renta medio-alto. Han sido varios los momentos en los que el programa ha cosechado éxitos de audiencia por encima de los habituales.
- Manifestaciones del 15-M: Intereconomía Televisión (actualmente, El Toro TV) y en concreto el programa El gato al agua destacó por la cobertura informativa que se le dio a las acampadas del movimiento 15-M en Madrid y otras ciudades españolas.[9]

- Huelga general el 29 de marzo: El gato al agua alcanza el 4,1 % de cuota de pantalla y 806.000 espectadores de media.[10]

- Entrevista a Mariano Rajoy: antes de las elecciones generales El gato al agua entrevistó en exclusiva al candidato por el Partido Popular Mariano Rajoy.[11]

- Rumores sobre la nacionalización de Bankia: El gato al agua fue el programa más visto de la TDT con sus comentarios sobre la nacionalización de Bankia, con un 2,4 % de cuota de pantalla.[12]

- Dimisión de Esperanza Aguirre: Cosechó una audiencia media del 2,7 % con 481.000 espectadores, superando las audiencias del verano.[13]

- Manifestación del 25S: Tuvo una audiencia de 641.000 espectadores con un 3,4 % de cuota de pantalla.[14]

- Elecciones catalanas: Obtuvo una audiencia de 560.000 espectadores y un 2,7 % de cuota de pantalla, superando la media de la cadena que obtuvo un 1,4 %.[15]

## Polémicas
En junio de 2010 el Ministerio de Igualdad de España elevó al Ministerio de Industria el caso de los insultos que el tertuliano del programa Eduardo García Serrano profirió contra la consejera de Salud de la Generalidad de Cataluña, Marina Geli. La Comisión de Igualdad del Congreso de los Diputados de España fue la encargada de examinar el vídeo de los insultos.
Asimismo, en la comisión, las diputadas del PP se ausentaron porque no se autorizó la exhibición del vídeo, por defecto de forma, en la que el tertuliano y el director del programa Antonio Jiménez pedían disculpas. Tras la polémica, y según la prensa afín a la cadena, el PSOE prohibió a Antonio Miguel Carmona participar en Intereconomía. En ningún momento el PSM verificó tal noticia. Aun así, Antonio Miguel Carmona se reincorporó al inicio de esta temporada.

## Donde verse

### Televisión
- El Toro TV (diferentes provincias TDT, a nivel nacional plataformas)
- Además, en las plataformas digitales -en todo el territorio nacional- Movistar TV (canal 124), Vodafone / ONO (canal 201), Orange (canal 84), Euskaltel (canal 981), Telecable (canal 68) y R.Galicia (canal 91), y a través de Internet en www.eltorotv.com.[20]

### Radio
- Radio Intereconomía[20]
- Radio Libertad / Libertad FM

### Televisión
- Estos programas: Dando Caña, Pulso Económico, La Redacción Abierta, El Gato al Agua, Más se perdió en Cuba, Ciudadano Cake, España en la Memoria, se emite en:
  - Aragón (La General),
  - Galicia (Telemiño, Santiago TV y Ermes TV),
  - Guadalajara (Alcarria TV),
  - Región de Murcia (Canal 8 Murcia).[20]
  - Canales de TV de TDT conectan con El gato al agua: Aragón (La General), Castellón (TV Onda, canal 27, 41), Galicia (Telemiño, Santiago TV y Ermes TV), Guadalajara (Alcarria TV), Melilla (Canal 43 – Popular TV), Región de Murcia (canal 8), Valencia (canal 42) y Valladolid (Medina del Campo).

### Radio
- Estos programas: Dando Caña, Pulso Económico, La Redacción Abierta, El Gato al Agua, Más se perdió en Cuba se emite en:
  - Libertad FM (España)[21]
    - Libertad FM frecuencias:
    - Almería: 105.0 FM
    - Jaén: 95.3 FM
    - Las Palmas de Gran Canaria: 100.1 FM
    - Madrid: 107.0 FM
    - Málaga: 106.4 FM
    - Marbella: 99.3 FM
    - Santa Cruz de Tenerife: 94.6 FM[22]